# 奧古斯坦·熱拉爾
奧古斯坦·格雷瓜爾·阿蒂爾·熱拉爾（法語：Augustin Grégoire Arthur Gérard；1857年11月21日—1926年11月2日），是一位法國陸軍將領，在第一次世界大戰後期西線戰場擔任要職，負責指揮第八軍團。